# Jan Wasiewicz
Jan Wasiewicz (Lemberg, 1911. január 6. – Buenos Aires, 1976. november 9.), lengyel válogatott labdarúgó.
A lengyel válogatott tagjaként részt vett az 1936. évi nyári olimpiai játékokon és az 1938-as világbajnokságon.

## Pályafutása

### Klubcsapatokban
Tizenhat évesen kezdte el a sportpályafutását az RKS Lwówban. Ezután három évig a Lechia Lwówban játszott, majd 1933-tól a Pogoń Lwówban folytatta. Itt 1939-ig 102 meccsen képviselte a csapatát.

### A válogatottban
A lengyel válogatottban 1935. szeptember 15-én Wrocławban debütált, a Németország elleni 0–1-es mérkőzésen. Részt vett az 1936-os berlini olimpián, ahol csapatával a 4. helyen végzett (4 meccsből 3-szor pályára lépett). 1938-ban lengyel válogatott tagja volt, de végül sérülés miatt nem játszott a Brazília elleni meccsen az világbajnokságon. Wasiewiczot az utolsó pillanatban Ewald Dytko váltotta. Wasiewicz összesen 11 válogatott mérkőzésen vett részt, és 1 gólt szerzett.

### További sorsa
Részt vett a szeptemberi hadjáratban. Lengyelország veresége után Magyarországra menekült. Onnan Franciaországba, majd Angliába ment, és a Stanisław Maczek tábornok vezette 1. páncéloshadosztálynál szolgált. 1944 végén és 1945 elején Franciaországban, Belgiumban és Hollandiában harcolt. Rendkívüli szolgálatai elismeréseként a legmagasabb kitüntetésekkel, többek között a Belga Lipót-renddel tüntették ki. 1946-ig a németországi megszálló erőknél szolgált. Ezután Angliába, majd 1949-ben Argentínába költözött. 1976. november 9-én halt meg Quilmesben.

## Fordítás
- Ez a szócikk részben vagy egészben  a   Jan Wasiewicz című lengyel Wikipédia-szócikk ezen változatának fordításán alapul.  Az eredeti cikk szerkesztőit annak laptörténete sorolja fel. Ez a jelzés csupán a megfogalmazás eredetét és a szerzői jogokat jelzi, nem szolgál a cikkben szereplő információk forrásmegjelöléseként.